# ATP World Tour Finals 2012
De ATP World Tour Finals 2012 werd in Londen gehouden, dat voor de vierde keer de gaststad is. Het toernooi werd van 5 tot 12 november 2012 in The O2 Arena op hardcourtbanen gespeeld. Het deelnemersveld bestond uit de beste acht spelers/dubbels op de ATP Rankings.
De titelverdediger in het enkelspel was Roger Federer. In het dubbelspel waren dat Daniel Nestor en Maks Mirni. Zowel bij het enkelspel als bij het dubbelspel konden de titelverdedigers hun titel niet met succes verdedigen. In het enkelspel werd Roger Federer in de finale afgestopt door de Serviër Novak Đoković. In het dubbelspel werden de titelverdedigers al in de groepsfase uitgeschakeld, in de finale werd het toernooi uiteindelijk gewonnen door de Spanjaarden Marcel Granollers en Marc López, zij versloegen de Indiërs Mahesh Bhupathi en Rohan Bopanna.
Het toernooi van 2012 trok 263.229 toeschouwers.

## Enkelspel
Het enkelspel toernooi werd gedomineerd door de Serviër Novak Đoković, hij verloor het hele toernooi slechts een set en won in de finale van de titel verdediger. De Zwitser Roger Federer werd in twee sets verslagen.
| Nr. | Speler                | Ranking | Prestatie    | Prijzengeld |
| --- | --------------------- | ------- | ------------ | ----------- |
| 1.  | Roger Federer         | 2.      | Finale       | $ 1.750.000 |
| 2.  | Novak Đoković         | 1.      | Winnaar      | $ 800.000   |
| 3.  | Andy Murray           | 3.      | Halve finale | $ 390.000   |
| 4.  | David Ferrer          | 5.      | Round Robin  | $ 390.000   |
| 5.  | Tomáš Berdych         | 6.      | Round Robin  | $ 260.000   |
| 6.  | Juan Martín del Potro | 7.      | Halve finale | $ 390.000   |
| 7.  | Jo-Wilfried Tsonga    | 8.      | Round Robin  | $ 130.000   |
| 8.  | Janko Tipsarević      | 9.      | Round Robin  | $ 130.000   |

| Resultaat                     | Prijzengeld    | ATP-punten |
| ----------------------------- | -------------- | ---------- |
| Winnaar                       | RR+ $1.240.000 | RR+900     |
| Finale                        | RR+ $410.000   | RR+400     |
| Round Robin (per overwinning) | $130.000       | 200        |
| Deelnemers                    | $130.000       |            |
| Vervangers                    | $75.000        |            |

### Groepsfase
De eindstand in de groepsfase wordt bepaald door achtereenvolgend te kijken naar eerst het aantal overwinningen in combinatie met het aantal wedstrijden. Mochten er dan twee spelers gelijk staan wordt er naar het onderling resultaat gekeken. Mocht het aantal overwinningen en wedstrijden bij drie of vier spelers gelijk wordt er gekeken naar het percentage gewonnen sets en eventueel gewonnen games. Als er dan nog steeds geen ranglijst opgemaakt kan worden dan beslist de wedstrijd commissie.

#### Groep A
|               |                    | Uitslag       |
| ------------- | ------------------ | ------------- |
| Novak Đoković | Jo-Wilfried Tsonga | 7-64 6-3      |
| Andy Murray   | Tomáš Berdych      | 3-6 6-3 6-4   |
| Novak Đoković | Andy Murray        | 4-6 6-3 7-5   |
| Tomáš Berdych | Jo-Wilfried Tsonga | 7-5, 3-6, 6-1 |
| Novak Đoković | Tomáš Berdych      | 6-2 7-66      |
| Andy Murray   | Jo-Wilfried Tsonga | 6-2 7-63      |

| Nr. | Speler             | Wedstrijd W - V | Sets W - V | Games W - V |
| --- | ------------------ | --------------- | ---------- | ----------- |
| 1   | Novak Đoković      | 3-0             | 6-1        | 43-31       |
| 2   | Andy Murray        | 2-1             | 5-3        | 42-38       |
| 3   | Tomáš Berdych      | 1-2             | 3-5        | 37-40       |
| 4   | Jo-Wilfried Tsonga | 0-3             | 1-6        | 29-42       |

#### Groep B
|                       |                       | Uitslag        |
| --------------------- | --------------------- | -------------- |
| Roger Federer         | Janko Tipsarević      | 6-3 6-1        |
| David Ferrer          | Juan Martín del Potro | 6-3 3-6 6-4    |
| Roger Federer         | David Ferrer          | 6-4, 7-65      |
| Juan Martín del Potro | Janko Tipsarević      | 6-0 6-4        |
| Roger Federer         | Juan Martín del Potro | 63-7, 6-4, 3-6 |
| David Ferrer          | Janko Tipsarević      | 4-6, 6-3, 6-1  |

| Nr. | Speler                | Wedstrijd W - V | Sets W - V | Games W - V |
| --- | --------------------- | --------------- | ---------- | ----------- |
| 1   | Roger Federer         | 2-1             | 5-2        | 40-31       |
| 2   | Juan Martín del Potro | 2-1             | 5-3        | 42-34       |
| 3   | David Ferrer          | 2-1             | 4-4        | 41-36       |
| 4   | Janko Tipsarević      | 0-3             | 0-4        | 18-40       |

### Knock-outfase
|  | Halve finale | Halve finale          | Halve finale  | Halve finale | Halve finale |   |               | Finale | Finale | Finale | Finale | Finale |
|  |              |                       |               |              |              |   |               |        |        |        |        |        |
|  |              | Novak Đoković         | 4             | 6            | 6            |   |               |        |        |        |        |        |
|  |              | Juan Martín del Potro | 6             | 3            | 2            |   |               |        |        |        |        |        |
|  |              | Juan Martín del Potro | 6             | 3            | 2            |   | Novak Đoković | 7      | 7      |        |        |        |
|  |              |                       |               |              |              |   | Novak Đoković | 7      | 7      |        |        |        |
|  |              |                       | Roger Federer | 6            | 5            |   |               |        |        |        |        |        |
|  |              | Roger Federer         | Roger Federer | 6            | 5            | 7 | 6             |        |        |        |        |        |
|  |              | Roger Federer         |               |              |              | 7 | 6             |        |        |        |        |        |
|  |              | Andy Murray           | 65            | 2            |              |   |               |        |        |        |        |        |

## Dubbelspel
Het dubbelspel werd gewonnen door het Spaanse koppel Marcel Granollers en Marc López. Zij versloegen onder andere het nummer één koppel, de gebroeders Bryan en waren in de finale te sterk voor het Indische koppel Mahesh Bhupathi en Rohan Bopanna.
| Nr. | Speler                                 | Ranking | Prestatie    | Prijzengeld |
| --- | -------------------------------------- | ------- | ------------ | ----------- |
| 1.  | Bob Bryan Mike Bryan                   | 1       | Round Robin  | $ 90.000    |
| 2.  | Maks Mirni Daniel Nestor               | 2       | Round Robin  | $ 90.000    |
| 3.  | Leander Paes Radek Štěpánek            | 3       | Halve finale | $ 140.000   |
| 4.  | Robert Lindstedt Horia Tecău           | 4       | Round Robin  | $ 90.000    |
| 5.  | Mahesh Bhupathi Rohan Bopanna          | 5       | Finale       | $ 180.000   |
| 6.  | Marcel Granollers Marc López           | 6       | Winnaar      | $ 305.000   |
| 7.  | Aisam-ul-Haq Qureshi Jean-Julien Rojer | 7       | Round Robin  | $ 65.000    |
| 8.  | Jonathan Marray Frederik Nielsen       | 11      | Halve finale | $ 115.000   |

| Resultaat                     | Prijzengeld  | ATP-punten |
| ----------------------------- | ------------ | ---------- |
| Winnaars                      | RR+ $190.000 | RR+900     |
| Finale                        | RR+ $65.000  | RR+400     |
| Round Robin (per overwinning) | $25.000      | 200        |
| Deelname                      | $65.000      |            |
| Vervangers                    | $25.000      |            |

### Groepsfase
De eindstand in de groepsfase wordt bepaald door achtereenvolgend te kijken naar eerst het aantal overwinningen in combinatie met het aantal wedstrijden. Mochten er dan twee koppels gelijk staan wordt er naar het onderling resultaat gekeken. Mocht het aantal overwinningen en wedstrijden bij drie of vier koppels gelijk wordt er gekeken naar het percentage gewonnen sets en eventueel gewonnen games. Als er dan nog steeds geen ranglijst opgemaakt kan worden dan beslist de wedstrijd commissie.

#### Groep A
|                              |                                        | Uitslag           |
| ---------------------------- | -------------------------------------- | ----------------- |
| Bob Bryan Mike Bryan         | Marcel Granollers Marc López           | 5-7, 7-5, [9-11]  |
| Leander Paes Radek Štěpánek  | Aisam-ul-Haq Qureshi Jean-Julien Rojer | 6-4, 7-5          |
| Marcel Granollers Marc López | Leander Paes Radek Štěpánek            | 5-7, 4-6          |
| Bob Bryan Mike Bryan         | Aisam-ul-Haq Qureshi Jean-Julien Rojer | 7-5, 6-4          |
| Bob Bryan Mike Bryan         | Leander Paes Radek Štěpánek            | 4-6, 7-66, [7-10] |
| Marcel Granollers Marc López | Aisam-ul-Haq Qureshi Jean-Julien Rojer | 6-4, 6-2          |

| Nr. | Speler                                 | Wedstrijd W - V | Sets W - V | Games W - V |
| --- | -------------------------------------- | --------------- | ---------- | ----------- |
| 1   | Leander Paes Radek Štěpánek            | 3-0             | 6-1        | 38-29       |
| 2   | Marcel Granollers Marc López           | 2-1             | 4-3        | 34-31       |
| 3   | Bob Bryan Mike Bryan                   | 1-2             | 4-4        | 36-24       |
| 4   | Aisam-ul-Haq Qureshi Jean-Julien Rojer | 0-3             | 0-6        | 24-38       |

#### Groep B
|                                  |                                  | Uitslag            |
| -------------------------------- | -------------------------------- | ------------------ |
| Maks Mirni Daniel Nestor         | Robert Lindstedt Horia Tecău     | 4-6, 7-61, [12-10] |
| Jonathan Marray Frederik Nielsen | Mahesh Bhupathi Rohan Bopanna    | 6-4, 61-7, [12-10] |
| Robert Lindstedt Horia Tecău     | Mahesh Bhupathi Rohan Bopanna    | 3-6, 7-5, [5-10]   |
| Maks Mirni Daniel Nestor         | Jonathan Marray Frederik Nielsen | 63-7, 6-4, [10-12] |
| Maks Mirni Daniel Nestor         | Mahesh Bhupathi Rohan Bopanna    | 65-7, 7-65, [5-10] |
| Robert Lindstedt Horia Tecău     | Jonathan Marray Frederik Nielsen | 6-3, 7-5           |

| Nr. | Speler                           | Wedstrijd W - V | Sets W - V | Games W - V |
| --- | -------------------------------- | --------------- | ---------- | ----------- |
| 1   | Jonathan Marray Frederik Nielsen | 2-1             | 4-4        | 32-35       |
| 2   | Mahesh Bhupathi Rohan Bopanna    | 2-1             | 5-4        | 34-35       |
| 3   | Maks Mirni Daniel Nestor         | 1-2             | 4-5        | 36-35       |
| 4   | Robert Lindstedt Horia Tecău     | 1-2             | 4-4        | 35-31       |

### Knock-outfase
|  | Halve finale | Halve finale                     | Halve finale                 | Halve finale | Halve finale |    |                               | Finale | Finale | Finale | Finale | Finale |
|  |              |                                  |                              |              |              |    |                               |        |        |        |        |        |
|  |              | Leander Paes Radek Štěpánek      | 6                            | 1            | 10           |    |                               |        |        |        |        |        |
|  |              | Mahesh Bhupathi Rohan Bopanna    | 4                            | 6            | 12           |    |                               |        |        |        |        |        |
|  |              | Mahesh Bhupathi Rohan Bopanna    | 4                            | 6            | 12           |    | Mahesh Bhupathi Rohan Bopanna | 5      | 6      | 3      |        |        |
|  |              |                                  |                              |              |              |    | Mahesh Bhupathi Rohan Bopanna | 5      | 6      | 3      |        |        |
|  |              |                                  | Marcel Granollers Marc López | 7            | 3            | 10 |                               |        |        |        |        |        |
|  |              | Jonathan Marray Frederik Nielsen | Marcel Granollers Marc López | 7            | 3            | 10 | 4                             | 3      |        |        |        |        |
|  |              | Jonathan Marray Frederik Nielsen |                              |              |              |    | 4                             | 3      |        |        |        |        |
|  |              | Marcel Granollers Marc López     | 6                            | 6            |              |    |                               |        |        |        |        |        |